# Шиподзьоб
Шиподзьоб (Acanthiza) — рід горобцеподібних птахів родини шиподзьобових (Acanthizidae). Більшість представників роду є ендеміками Австралії, два види мешкають на Новій Гвінеї.

## Види
Виділяють чотирнадцять видів роду Шиподзьоб:
- Шиподзьоб квінслендський (Acanthiza katherina)
- Шиподзьоб бурий (Acanthiza pusilla)
- Шиподзьоб широкохвостий (Acanthiza apicalis)
- Шиподзьоб тасманійський (Acanthiza ewingii)
- Шиподзьоб новогвінейський (Acanthiza murina)
- Шиподзьоб рудогузий (Acanthiza uropygialis)
- Шиподзьоб золотомушковий (Acanthiza reguloides)
- Шиподзьоб лісовий (Acanthiza inornata)
- Шиподзьоб карликовий (Acanthiza iredalei)
- Шиподзьоб жовтогузий (Acanthiza chrysorrhoa)
- Шиподзьоб малий (Acanthiza nana)
- Шиподзьоб смугастоволий (Acanthiza lineata)
- Шиподзьоб сіроспинний (Acanthiza robustirostris)
- Ріроріро новогвінейський (Acanthiza cinerea)

## Етимологія
Наукова назва роду Acanthiza походить від сполучення слів дав.-гр. ακανθεων — колючі зарості і  ζαω — жити.